# J・P・ドンレヴィー
J・P・ドンレヴィー（James Patrick Donleavy, 1926年4月23日 - 2017年9月11日）は、アメリカ合衆国の作家。

## 概略
ニューヨークのブルックリンで生まれ、ブロンクスで育つ。第二次大戦では海軍に所属したが、終戦後、ダブリンのトリニティ・カレッジで動物学を学んだが、学位を取得せず退学した。1955年に『ジンジャー・マン（赤毛の男）』をオリンピア・プレスから刊行し、ジョイス的だと話題になった。オリンピアはのち削除版を出したため長いこと裁判になった。1964年に第二作『変った男』を刊行。

## 日本語訳
- 『赤毛の男』小笠原豊樹訳　人間の文学 第16 河出書房新社, 1965
- 『変った男』小笠原豊樹訳　人間の文学 第27 河出書房, 1967
- 『オニオン・イーターズ』中桐雅夫訳. 立風書房, 1975